# فريدي فيسيلي
فريدي فيسيلي (Freddie Veseli) (20 نوفمبر 1992 في سويسرا – )؛ هو لاعب كرة قدم كان يلعب كمدافع. يلعب مع منتخب ألبانيا لكرة القدم منذ عام 2015.

## وصلات خارجية
- فريدي فيسيلي على موقع الاتحاد الدولي (مؤرشف)  (الإنجليزية)
- فريدي فيسيلي على موقع الاتحاد الأوربي (الإنجليزية)
- فريدي فيسيلي على موقع قاعدة بيانات كرة القدم.إي يو (الإنجليزية)
- فريدي فيسيلي على موقع ناشيونال فوتبول تيمز (الإنجليزية)
- فريدي فيسيلي على موقع Soccerbase.com (لاعب) (الإنجليزية)
- فريدي فيسيلي على موقع Soccerway.com (الإنجليزية)
- فريدي فيسيلي على موقع عالم كرة القدم.نت (الإنجليزية)
- فريدي فيسيلي على موقع AS.com (الإسبانية)